# Ущелина Бутешти
Ущелина Бутешти (рум. Defileul Butești) знаходиться на території Молдови в районі Бельц біля села Бутешти. Ущелина названа на честь ближнього села, оскільки знаходиться з його південного боку. Цей каньйон утворено річкою Кам'янкою, він складається з вапняних відкладень, а його загальна площа рівна 11 га.

## Геологія
Якщо називати речі своїми іменами, то ущелина Бутешти — швидше риф Бутешти. Оскільки в основі його стін знаходяться різні геологічні формації давно минулих епох. Вчені з'ясували склад цього рифа, в нього входять молюски, корали, водорості та інші морські організми. Час їх утворення — приблизно 15–20 млн років тому. Це період існування тут теплих тропічних морів: Сарматського і Тортонського.
Геологи відносять ущелину Бутешти до товтр басейну Середнього Прута. Розміри окремо взятої ущелини (рифа) Бутешти відповідають 125 м у ширині та близько 2 км в довжині. Особливо мальовничим це місце робить петля річки Кам'янка, яка оточує ущелину з двох сторін.
Ущелина Бутешти, безсумнівно, є частиною величезного геологічного утворення на території Молдови — товтр Прута. Це довгамий рифовий ланцюг, розташований в басейні приток Прута. Загальна протяжність товтр — 200 км. Вони проходять по басейнах наступних річок: Кам'янка, Чухур, Ларга, Вілія, Лопатник, Драгіште, Раковець тощо.

## Археологічні знахідки
В принципі, ущелина Бутешти є справжнім комплексом з рифів. Цікаві й віддалені від центру рифові утворення цього ущелини. Наприклад, в деякому віддаленні від основного масиву можна знайти так звані «Велику скелю» і «На краю скелі» рифи. Усередині них навіть є печери. Одна з виявлених тут печер виявилася колишнім людським житлом, яке було населено за підрахунками вчених під час палеолітичної та мезолітичної ери. Про це свідчать виявлені на глибині понад 5 метрів скам'янілості — знаряддя праці та рештки тварин.
Сліди іншої ери — неоліту — можна спостерігати з зовнішнього боку рифу. Багато століть тому тут стояла фортеця, до якої не дозволяли підступитися земляний насип і круті береги.

## Туризм
Численні екскурсії та походи організуються по товтрах цього ланцюга. Зрозуміло, оглянути увесь його нереально, але наблизитися до найпримітніших ділянок — навіть дуже пізнавально.

## Галерея

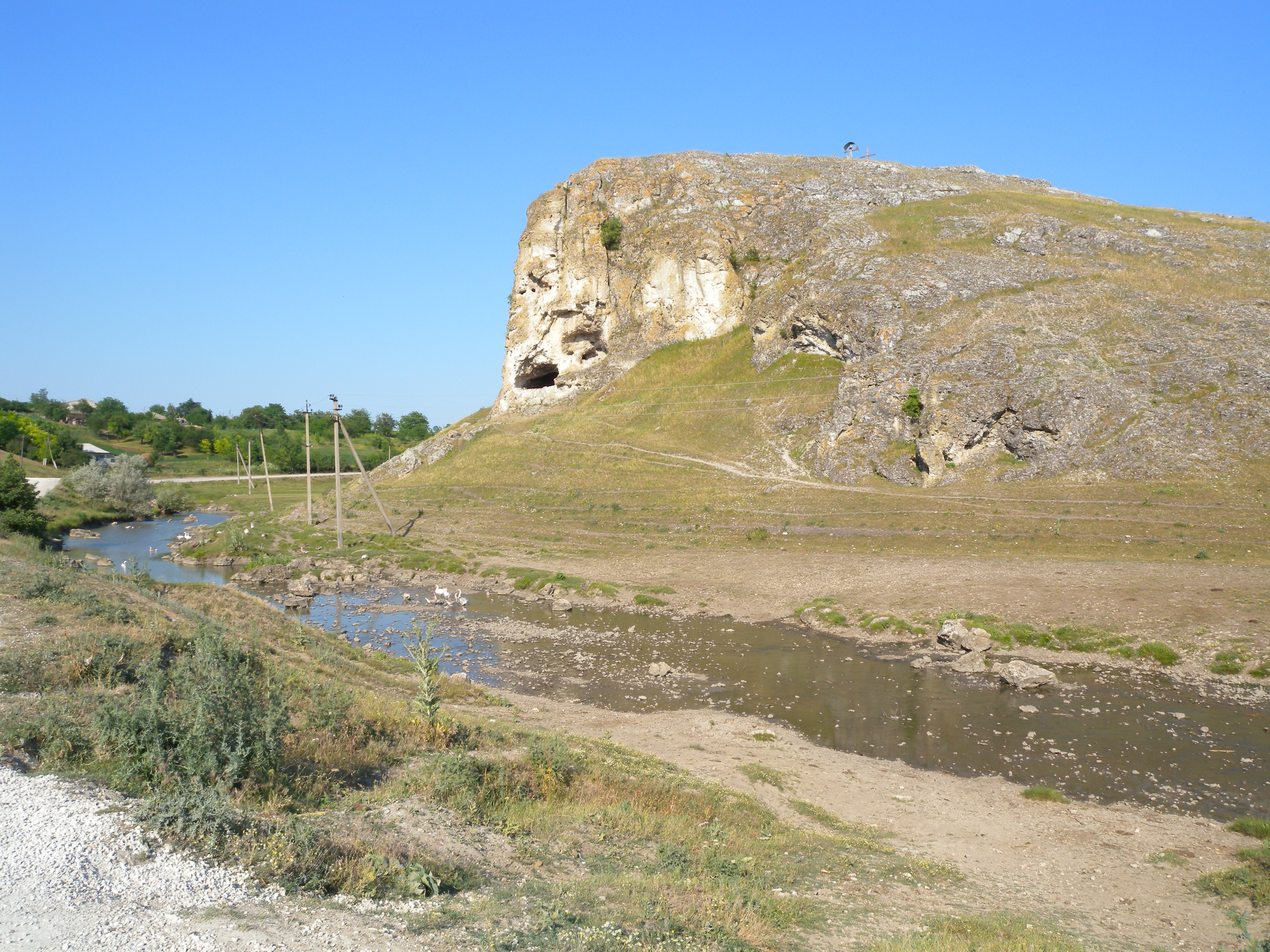
Бутештська ущелина
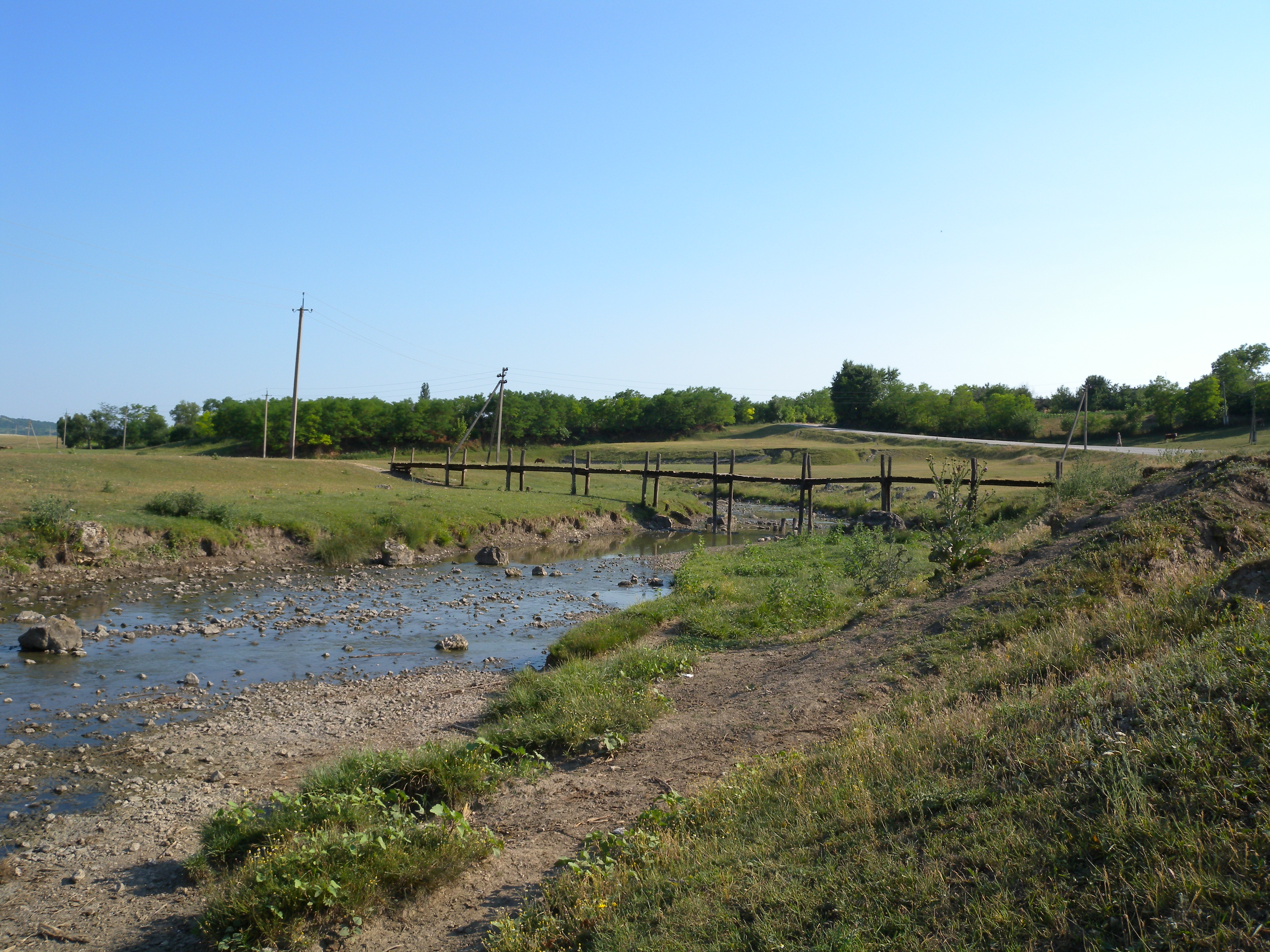
Річка Кам'янка в районі Бутештської ущелини
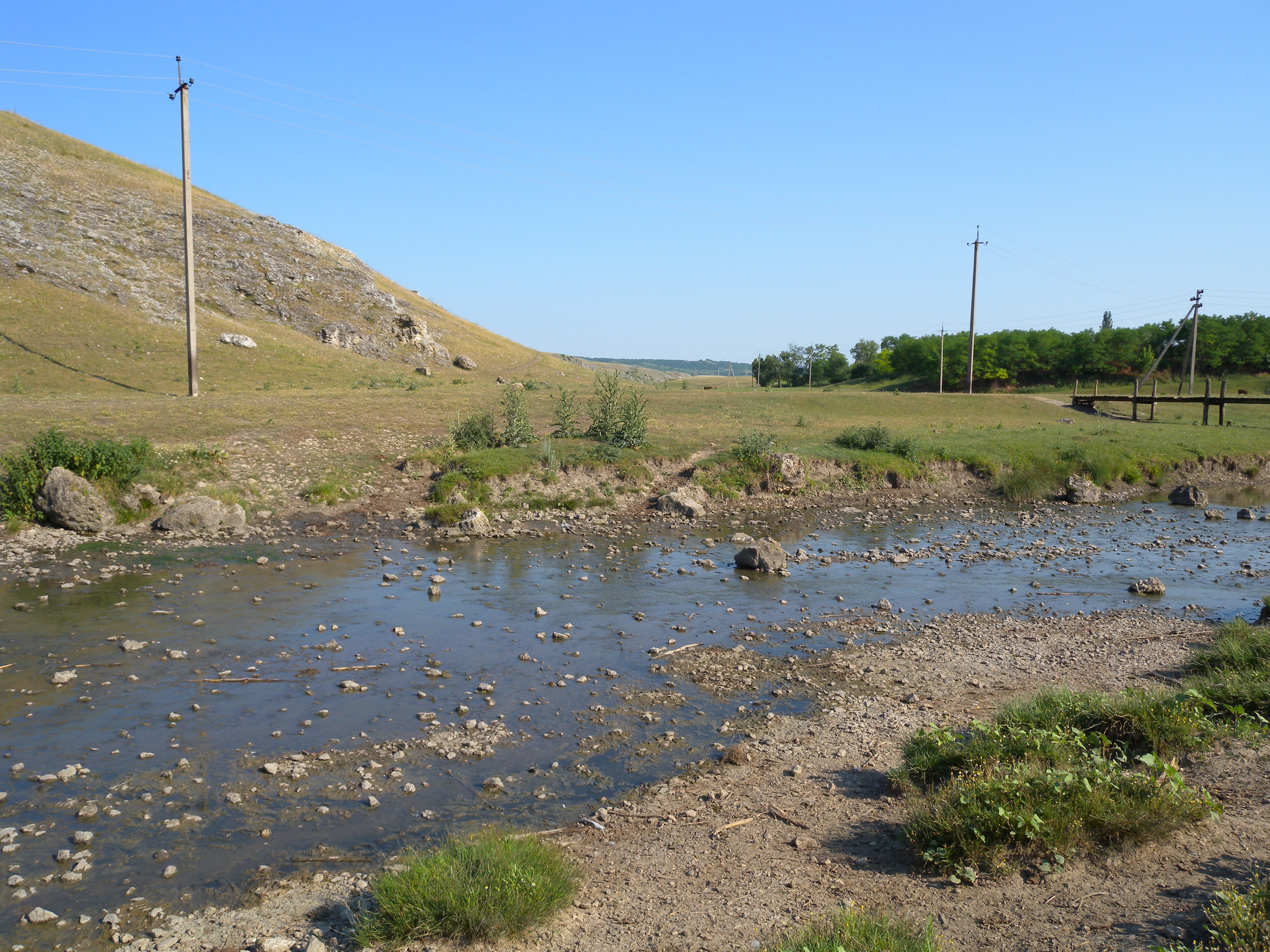
Річка Кам'янка